# 魯仲連
魯仲連（約前305年—前245年），有時簡稱魯連，戰國時代齊國茌平人（今山東省聊城市茌平區王老鄉望魯店村），為遊說名士。曾就學於稷下學宮，不願出任官職。由於他的遊說技巧卓越，有著名的「義不帝秦」辯論。《漢書》藝文志有《鲁仲連子》14篇。

## 義不帝秦
趙國在長平之戰慘敗後，秦軍圍困趙都邯鄲，魏安釐王派新垣衍進入邯鄲遊說平原君，勸平原君說服趙孝成王尊秦昭王為帝。在趙國遊歷的魯仲連知道此事，便請平原君安排他與新垣衍會面，魯仲連嘻笑怒罵地說：這麼沒尊嚴，乾脆叫秦王把魏王砍成肉醬好了。並告訴新垣衍，只要秦王稱帝，從此必定干涉諸侯國內政，對諸侯任意擺佈，大家都不得安寧。新垣衍只好放棄原來的意見。
秦軍聞知此事，便退兵五十里。這時候信陵君率魏軍擊秦，秦軍便撤圍而去。事後平原君欲封賞魯仲連，魯仲連始終不肯接受，並留下千古名言，擲地有聲：“所貴于天下之士者，為人排患、釋難、解紛亂而無所取也。即有所取者，是商賈之人也，仲連不忍為也”。

## 致書燕將
燕國樂毅率領六國聯兵在濟西之戰攻克齊國七十餘城。十餘年後，齊國田單反攻聊城，兩年來久攻不下，死傷慘重。魯仲連致書燕國守將，勸他棄城，保存兵力回歸燕國，或者乾脆降齊國。守將看了信非常猶豫，未能作出抉擇，自殺而死，聊城便被齊軍佔領。魯仲連不願接受齊國的封賞，又逃隱起來。另在田單攻狄時，魯仲連亦曾提出諫言。

## 影響
魯仲連是李白的政治偶像。鲁仲连既是说客，又是策士。既是平地一声雷而参与政治，又没有杀身之祸，最后优哉游哉。其归宿，颇似求仙，神出鬼没，有如真龙。在性格上，李白引为同调：「齐有倜傥生，鲁连特高妙。吾亦澹荡人，拂衣可同调。」有所谋划时，李白想到鲁仲连，「恨无左車略，多愧鲁连生」，鲁仲连的蔑视金钱，重义轻利，李白尤为欣賞。「鲁连逃千金，系组岂可酬」、「鲁连卖谈笑，岂是顾千金」，可以说李白的从政史就是学鲁仲连的。

## 延伸阅读
[在维基数据编辑]
 《史記/卷083》，出自司馬遷《史記》